# Hong Kong Senior Challenge Shield 2017/18
Der Hong Kong Senior Challenge Shield 2017/18 war die 116. Austragung eines K.-o.-Fußballwettbewerbs in Hongkong. Teilnehmer waren die zehn Mannschaften der ersten Liga, der Hong Kong Premier League. Das Turnier begann am 24. September 2017 und endete mit dem Finale im Hong Kong Stadium am 27. Januar 2018. Titelverteidiger war der Kitchee SC.

## Termine
| Runde         | Datum                               |
| ------------- | ----------------------------------- |
| 1. Runde      | 24. September 2017                  |
| Viertelfinale | 21. Oktober 2017 22. Oktober 2017   |
| Halbfinale    | 24. Dezember 2017 25. Dezember 2017 |
| Finale        | 27. Januar 2018                     |

## Erste Runde
|                                                     | Ergebnis              |            |
| --------------------------------------------------- | --------------------- | ---------- |
| 24. September 2017 (Hammer Hill Road Sports Ground) |                       |            |
| Hong Kong Rangers FC                                | 1:1 n. V. (5:4 i. E.) | Dreams SC  |
| 24. September 2017 (Tsing Yi Sports Ground)         |                       |            |
| R&F                                                 | 1:2                   | Lee Man FC |

## Viertelfinale
|                                                | Ergebnis  |                      |
| ---------------------------------------------- | --------- | -------------------- |
| 21. Oktober 2017 (Tseung Kwan O Sports Ground) |           |                      |
| Kitchee SC                                     | 5:0       | Hong Kong Rangers FC |
| 21. Oktober 2017 (Mong Kok Stadium)            |           |                      |
| Wofoo Tai Po                                   | 2:4 n. V. | Yuen Long FC         |
| 22. Oktober 2017 (Tseung Kwan O Sports Ground) |           |                      |
| Southern District FC                           | 2:0       | Lee Man FC           |
| 22. Oktober 2017 (Mong Kok Stadium)            |           |                      |
| Eastern AA                                     | 3:1       | Hong Kong Pegasus FC |

## Halbfinale
|                                      | Ergebnis  |              |
| ------------------------------------ | --------- | ------------ |
| 24. Dezember 2017 (Mong Kok Stadium) |           |              |
| Kitchee SC                           | 1:3 n. V. | Yuen Long FC |
| 25. Dezember 2017 (Mong Kok Stadium) |           |              |
| Southern District FC                 | 0:1       | Eastern AA   |

## Finale
|                                     | Ergebnis |            |
| ----------------------------------- | -------- | ---------- |
| 27. Januar 2018 (Hong Kong Stadium) |          |            |
| Yuen Long FC                        | 3:0      | Eastern AA |